# Севост'яненко Ельвіра Зейдулахівна
Севост'яненко Ельвіра Зейдулахівна (нар. 25 січня 1967 року, станиця Тацинська Тацинського району
Ростовської області) — президент Донецької торгово-промислової палати (Донецька ТПП, м. Краматорськ), експерт з зовнішньоекономічних питань, бізнес-консультант.

## Біографія
Севост'яненко Ельвіра Зейдулахівна народилась 25 січня 1967 року у смт Тацинський Ростовської області. 
У 1984 році закінчила із золотою медаллю середню школу м. Шахтарська. Після школи з 1984 по 1989 роки навчалась у Горлівському державному педагогічному інституті іноземних мов ім. Н. К. Крупської, отримала спеціальність «Російська мова та література, англійська мова». 
Відразу після закінчення інституту майже п'ять років працювала на посаді вчителя Лозовської середньої школи Краснолиманського району. Свою трудову діяльність у Донецькій торгово-промисловій палаті почала у 1994 році експертом по декларуванню і сертифікації вантажів Краматорського відділення Донецької ТПП, згодом начальник відділу зовнішньоекономічної діяльності відділення. У 2005 році Ельвіра Зейдулахівна стала керуючим Краматорського відділення Донецької ТПП. Паралельно у 2005 році отримала диплом спеціаліста з правознавства в Українській академії банківської справи національного банку України. За довгі роки плідної роботи внесла вагомий внесок у відновлення і розвиток відділення у м. Краматорськ Донецької ТПП. Так, було створено розгалужену систему митних вантажних терміналів, а також інфраструктуру підтримки експортної діяльності підприємств північного регіону Донбасу, втілено систему комплексного підходу до митного оформлення вантажів за принципом «єдиного офісу». З 2013 року Ельвіру Зейдулахівну призначено на посаду віце-президента Донецької ТПП, з лютого 2014 року була обрана Президентом Донецької ТПП. У липні 2015 року отримала ступінь магістра у Берлінському університеті імені Штайнбайса (MBA). 
Підвищувала кваліфікацію та стажувалась у торгово-промислових палатах Нідерландів і Німеччини, Фонді Державного Майна України, міжнародних проектах SABIT (США) та SIDA (Швеція). На посаді Президента Донецької ТПП Ельвіра Зейдулахівна ініціювала створення низки інфраструктурних підрозділів — Центр підтримки експорту, Центр медіації, Центр підтримки бізнесу, уклала понад 10 угод про співпрацю з національними та іноземними партнерами, постійно сприяє розвитку міжнародних торгово-економічних відносин підприємств Донецької області.
Володіє англійською мовою.
Хобі — музика (грає на фортепіано та гітарі).

## Освіта
2016 р. — Private sector growth strategies in Albania, Vlore — сертифікат учасника
2015 р. — Берлінський університет імені Штайнбайса — ступінь магістра
2015 р. — Private sector growth strategies in Sweden, Stockholm — сертифікат учасника
2014 р. — Фонд Державного Майна України — сертифікат суб'єкта оціночної діяльності
2013 р. — Фонд Державного Майна України — свідоцтво керівника суб'єкта оціночної діяльності
2012 р. — Торгово-промислова палата Нідерландів — East Invest BSO Exchange Programme
2011 р. — -«Train the Trainers» Internationalisation and EU Acquis Training (Мінськ, Кишинів) — сертифікат тренера
2005 р. — Українська академія банківської справи національного банку України — диплом спеціаліста з правознавства
1989 р. — Горлівський державний педагогічний інститут іноземних мов ім. Н. К. Крупської — диплом спеціаліста з російська мова та література, з англійської мови.

## Нагороди та відзнаки
- Почесна відзнака Торгово-промислової палати України «Золотий Меркурії» (2010)
- лауреат конкурсу «Підприємець року Донецької області» в номінації «За активну підтримку малого бізнесу» (2008).

## Інші звання та почесні посади
- Заступник голови комітету з зовнішньоекономічної діяльності при Торгово-промисловій палаті України;
- Член колегії Донецької обласної державної адміністрації ;
- Член координаційної ради підприємств міста Краматорська;
- Член наглядової ради Агентства регіонального розвитку Донецької області;
- Член громадської ради при Східній регіональній митниці;
- Член Ради Директорів Краматорська.

## Родина
Має чоловіка, сина та доньку.